# Masa celulozowa
Masa celulozowa – produkt otrzymywany w wyniku procesu, zwanego roztwarzaniem, polegającego na chemicznym traktowaniu roślinnego surowca włóknistego.
Najważniejszym składnikiem masy celulozowej jest czysta celuloza. Towarzyszą jej węglowodany, lignina, woski, tłuszcze i inne składniki surowców roślinnych, stanowiące zanieczyszczenia masy.
W zależności od typu surowca rozróżnia się, między innymi:
- masę celulozową drzewną
- masę celulozową słomową
- masę celulozową trzcinową.

W zależności od metody produkcji rozróżnia się, między innymi:
- masę celulozową siarczynową
- masę celulozową siarczanową
- masę celulozową sodową.

Masa celulozowa jest stosowana do produkcji wytworów papierniczych i przeróbki chemicznej na włókna wiskozowe oraz estry i etery celulozy.